# Creu de Can Ros
La Creu de Can Ros, també anomenada Creu de Terme, és una creu de pedra abuixardada, d'estil neogòtic, ubicada al barri de Can Ros (Sant Vicenç dels Horts). Està muntada sobre una base de dos graons de pedra, disposats en forma de planta circular. El fust té secció octogonal i reposa damunt una motllura prismàtica que fa d'enllaç amb la base. Soporta un capitell, de volum més ample que alt, profusament treballat amb elements esculpits que simulen elements propis de l'arquitectura gòtica amb arcs apuntats, que cobricel·len creus i altres ornamentacions, envoltats de frondes vegetals. La creu, de perfil trilobat amb els blans decorats amb baixos relleus, és floronada per formes vegetals similars a la flor de lis. Presideix la creu una imatge del crucificat, també de pedra.
La creu és la reproducció de l'antiga creu de terme de Can Ros, construïda l'any 1910. Els trossos de l'antiga creu, trobats al safareig de cal Cripí, foren aprofitats per construir la base de la nova creu restaurada. Està protegida com a bé cultural d'interès local del municipi.

## Història
L'any 1910, Luis Sagnier i Nadal, propietari barceloní de terrenys al poble, demana permís per substituir la creu de terme de ferro per una de pedra. Aquesta creu, que emergia paral·lela a un xiprer, era popularment coneguda com la de Can Ros. Tenia dues funcions: assenyalava el punt de sortida o d'entrada del poble, i en segon lloc, constituïa un punt de referència per a les processons.
Fou malmesa durant la Guerra Civil, però fou restaurada a iniciativa del mateix Ajuntament el 2 de maig de 1948. Dins dels actes d'inauguració de la nova creu, un nou xiprer fou plantat aquella mateix dia, s'organitzà una processó amb la participació del Cos de Portants, que s'oferí a col·laborar econòmicament en les despeses de la construcció de la Creu, i, un cop acabada, en Narcís Lunes compongué un poema que va llegir ell mateix. Tanmateix l'autorització de la Diputació provincial no s'obté fins a l'any 1949.